# Gene Green
Raymond Eugene "Gene" Green, född 17 oktober 1947 i Houston, Texas, är en amerikansk demokratisk politiker. Han representerade delstaten Texas 29:e distrikt i USA:s representanthus 1993–2019.
Green avlade 1971 sin BBA vid University of Houston. Han studerade sedan vidare juridik vid Bates College of Law. Han var ledamot av Texas representanthus 1973–1985 och av Texas delstatssenat 1985–1993.
Green blev tvåa i första omgången av demokraternas primärval inför kongressvalet 1992 efter Ben Reyes. Han besegrade sedan Reyes i andra omgången och vann därefter själva kongressvalet. Han var ordförande i representanthusets etikutskott (United States House Committee on Standards of Official Conduct) 2008-2009.
Green är medlem av Förenade Metodistkyrkan.